# Olimpia Grudziądz
GKS „Olimpia” Grudziądz – polski wielosekcyjny klub sportowy założony 30 czerwca 1923 w Grudziądzu. Obecnie ma cztery sekcje: piłki nożnej mężczyzn (seniorzy grający w II lidze oraz juniorzy, juniorzy młodsi, trampkarze i młodzicy w ligach wojewódzkich K-PZPN), lekkiej atletyki, judo, tenisa stołowego mężczyzn. W historii klubu Olimpia prowadziła też takie sekcje jak: żużlową, tenisa ziemnego, koszykówki, hokeja na trawie, wioślarstwa, brydża, szachów, judo i żeglarstwa. Klub ma bogate tradycje sportowe. Jej najwybitniejszym wychowankiem jest mistrz olimpijski z roku 1980 w biegu na 3000 metrów z przeszkodami Bronisław Malinowski. W sezonie 2010/2011 seniorzy wygrali rozgrywki w II lidze i zdobyli awans do I ligi.

## Historia
Klub powstał w 1923 roku. Sekcja piłki nożnej jest najstarszą sekcją działającą od początku powstania klubu.
W pierwszej fazie sekcja oparła swoją działalność na zawodnikach przyjętych przez Towarzystwo Sportowe „Olimpia” z rozwiązanego Klubu Sportowego Powiwoj. Początki działalności sportowej były trudne. Treningi odbywały się na udostępnionych przez wojsko boiskach. Wśród członków i sympatyków klubu przeprowadzono zbiórkę pieniężną na zakup strojów sportowych i podstawowego wyposażenia. Pierwsze spotkania towarzyskie rozgrywano z drużyną miejscowego klubu niemieckiego Sport Club Grudziądz. Wszystkie sześć spotkań zakończyły się zwycięstwami zawodników Towarzystwa Sportowego „Olimpia”. W latach 1925–1931, już na własnym obiekcie, piłkarze rozegrali szereg spotkań z renomowanymi przeciwnikami. W 1925 roku na stadionie T.S. „Olimpia” gościł zespół ówczesnego mistrza Polski – Pogoni Lwów. W 1926 roku piłkarze spotkali się z czołowymi drużynami Polski: Polonią Warszawa i Posnanią Poznań. W latach 1927–1931 piłkarze rozgrywali mecze towarzyskie z Legią Poznań, Gedanią Gdańsk, Reprezentacją Prus Wschodnich, Makkabi Włocławek, Sokołem Tczew i Warszawianką. W ciągu 15 lat gry w A-klasie zespół zajmował zawsze czołowe pozycje. Od utworzenia sekcji do wybuchu II wojny światowej, kierownictwo sekcji sprawowali kolejno: A.Krakowski, H.Czerniak, F.Krajnik i W.Michalak.
W 1945 roku reaktywował swoją działalność Okręgowy Związek Piłki Nożnej, ujmując w ramy organizacyjne rozgrywki piłkarskie. Drużyna GKSu również zgłoszona została do rozgrywek eliminacyjnych i została zakwalifikowana do klasy B. W sezonie 1945/1946 zespół w tych rozgrywkach, a także w meczach towarzyskich rozegrał 39 spotkań, z których wygrał 22. W 1957 roku w wyniku reorganizacji rozgrywek seniorzy zaliczeni zostali do nowo utworzonej ligi wojewódzkiej. W tym samym roku juniorzy z powodzeniem występowali w lidze międzywojewódzkiej. Zdobyli też Puchar Gazety Pomorskiej. W 1961 roku juniorzy wywalczyli upragniony awans do ligi międzywojewódzkiej. W sezonie 1963/64 juniorzy zdobyli tytuł mistrza okręgu i reprezentowali okręg w zmaganiach o mistrzostwo Polski. W sezonie 1964/65 juniorzy grając w nowym składzie zajęli drugie miejsce w lidze okręgowej. W 1966 roku najmłodsi piłkarze osiągnęli sukces w postaci zdobycia tytułu Mistrza Okręgu. W latach siedemdziesiątych i osiemdziesiątych drużyny Olimpii nie uzyskały liczących się wyników, uczestnicząc w rozgrywkach na szczeblu okręgu w poszczególnych kategoriach wiekowych. W 1973 roku, z okazji 50-lecia klubu, odbyło się spotkanie towarzyskie jedenastki jubilata z Legią Warszawa. Spotkanie to było nie lada gratką dla 8000 widzów. Z okazji 60-lecia klubu sekcja była organizatorem turnieju juniorów młodszych z udziałem drużyn Arki Gdynia i Olimpii Elbląg. Zwycięstwo w tym turnieju odnieśli młodzi zawodnicy z Grudziądza. W 1986 roku grudziądzka Olimpia była organizatorem finału Mistrzostw Polski Juniorów. W roku 1984 i 1987 juniorzy zdobyli Puchar Gazety „Nowości”. W sezonie 1994/95 po latach stagnacji, drużyna seniorów awansowała do III ligi, by po rocznym pobycie w niej wrócić do ligi okręgowej. Niecodziennym wydarzeniem był rozegrany w 1996 roku mecz oldboyów Grudziądza z „Orłami” Kazimierza Górskiego.
W 1997 roku seniorzy ponownie awansowali do III ligi. W ostatnich latach zmiany w kadrze szkoleniowej były coraz częstsze. Drużyna Olimpii przeszła do IV ligi, później awansowała do III ligi i z 23-punktową przewagą nad drugą w tabeli Goplanią Inowrocław awansowała do II ligi zachodniej. W tym samym sezonie (2008/09) Grudziądz świętował również zdobycie Okręgowego Pucharu Polski. Największy sukces – czyli awans na zaplecze ekstraklasy – przyszedł po dwóch latach gry w II lidze, pod wodzą trenera Marcina Kaczmarka.
Po czterech latach pracy trener Marcin Kaczmarek przestał być trenerem Olimpii Grudziądz. Jego miejsce zajął dotychczasowy asystent trenera, Tomasz Asensky. Pozostał na tej funkcji do końca sezonu. 25 czerwca 2013 roku został zastąpiony na stanowisku trenera przez Tomasza Kafarskiego, który pracował na tym stanowisku do 6 stycznia 2014. W tym dniu trenerem zespołu został Dariusz Kubicki. 4 maja 2015 odszedł za porozumieniem stron, 7 maja funkcję trenera objęli dotychczasowi asystenci – Jacek Paszulewicz i Hubert Kościukiewicz. Po zakończeniu sezonu trenerem został Tomasz Asensky, który do sztabu szkoleniowego włączył Jacka Linowskiego. Również na początku sezonu 2014/2015 duże zmiany zaszły na stadionie Olimpii. Zamontowane oraz uruchomione zostało sztuczne oświetlenie. Niestety początek rundy jesiennej dla drużyny nie był udany. Z dniem drugiego września Asensky stracił pracę, nowym trenerem został Artur Skowronek. Wyniki Olimpii nie były jednak zadowalające i z dniem 17 listopada Skowronek po dwóch i pół miesiąca przestał pełnić funkcję trenera. Kolejnego dnia nowym trenerem został ponownie Jacek Paszulewicz.

## Sukcesy

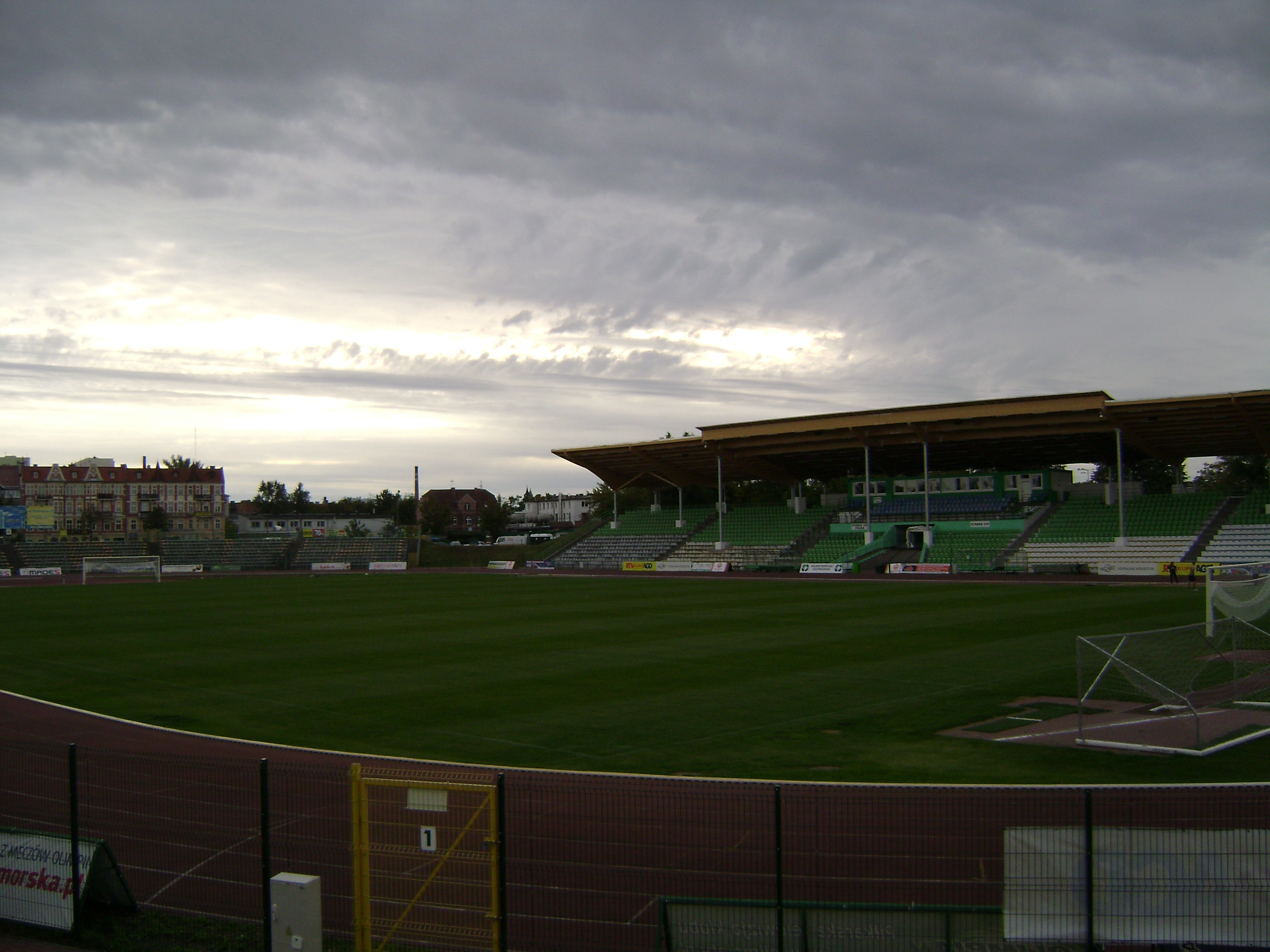
Stadion Miejski w Grudziądzu

- Puchar Polski – Kujawsko-Pomorski ZPN – 2008/09
- 4. miejsce w I lidze – 2014/15
- 6. miejsce w I lidze – 2013/14
- 1/2 finału Pucharu Polski – 2021/22: Olimpia Grudziądz 0:3 Lech Poznań
- 1/4 finału Pucharu Polski – 2012/13: Olimpia Grudziądz (1:4 wyjazd, 1:2 dom) Legia Warszawa – po dwumeczu awansowała Legia[2]
- 1/4 finału Pucharu Polski – 2021/22: Olimpia Grudziądz 1:1 pd. (k. 5:3) Wisła Kraków
- 1/8 finału Pucharu Polski – 2012/13: Górnik Wałbrzych 1:3 pd. Olimpia Grudziądz[3]
- 1/16 finału Pucharu Polski – 2012/13: Olimpia Grudziądz 2:1 pd. Lech Poznań[4][5]
- 1/16 finału Pucharu Polski – 2009/10: Olimpia Grudziądz 1:2 Odra Wodzisław Śląski
- 1/32 finału Pucharu Polski – 2012/13: Olimpia Grudziądz 1:0 pd. Pogoń Szczecin

Największym sukcesem klubu jest awans do I ligi w sezonie 2010/11 na dwie kolejki przed zakończeniem rozgrywek z 1. miejsca w II lidze, gr. zachodniej. Do innych sukcesów Olimpii można zaliczyć awans do 1/2 finału Pucharu Polski oraz występy w III lidze (obecnej II lidze) w latach 90.. Do osiągnięć grudziądzkiego klubu należy także wyeliminowanie przed własną publicznością w 1/16 finału Pucharu Polski pięciokrotnego Mistrza Polski, drużynę Lecha Poznań, podczas meczu, który miał miejsce 12 sierpnia 2012 roku oraz trzynastokrotnego Mistrza Polski – Wisłę Kraków – w 1/4 finału Pucharu Polski, podczas meczu który miał miejsce 1 marca 2022 roku.
Swoją najwyższą lokatę w historii klubu (4. miejsce w I lidze) Olimpia zdobyła w sezonie 2014/2015.

## Poszczególne sezony
| Sezon          | Rozgrywki ligowe | Rozgrywki ligowe                              | Rozgrywki ligowe | Puchar Polski (rozgrywki centralne) | Uwagi                                                                             |
| Sezon          | Liga             | Liga                                          | Miejsce          | Puchar Polski (rozgrywki centralne) | Uwagi                                                                             |
| -------------- | ---------------- | --------------------------------------------- | ---------------- | ----------------------------------- | --------------------------------------------------------------------------------- |
| Lata 1923-1934 |                  |                                               |                  |                                     |                                                                                   |
| 1923           | Baraże o klasę A | Baraże o klasę A                              | 1/5              | nie rozgrywano                      |                                                                                   |
| 1924           | II               | Klasa A (Toruński OZPN)                       | 3/6              | nie rozgrywano                      |                                                                                   |
| 1925           | nie rozgrywano   | nie rozgrywano                                | nie rozgrywano   | –                                   |                                                                                   |
| 1926           | II               | Klasa A (Pomorski OZPN)                       | 5/5              | –                                   |                                                                                   |
| 1927           | II               | Klasa A (Pomorski OZPN)                       | 2/5              | nie rozgrywano                      |                                                                                   |
| 1928           | II               | Klasa A (Pomorski OZPN)                       | 4/5              | nie rozgrywano                      |                                                                                   |
| 1929           | II               | Klasa A (Pomorski OZPN)                       | 3/5              | nie rozgrywano                      |                                                                                   |
| 1930           | II               | Klasa A (Pomorski OZPN)                       | 4/6              | nie rozgrywano                      |                                                                                   |
| 1931           | II               | Klasa A (Pomorski OZPN)                       | 3/6              | nie rozgrywano                      |                                                                                   |
| 1932           | II               | Klasa A (Pomorski OZPN)                       | 2/6              | nie rozgrywano                      | Najwyżej notowany klub z Pomorza.                                                 |
| 1933           | II               | Klasa A (Pomorski OZPN)                       | 5/7              | nie rozgrywano                      |                                                                                   |
| 1934           | II               | Klasa A (Pomorski OZPN)                       | 7/7              | nie rozgrywano                      | Po spadku zespół rozwiązano.                                                      |
| 1947-1974      |                  |                                               |                  |                                     |                                                                                   |
| 1947           | II               | Klasa A (gr. Bydgoszcz)                       | 3/7              | brak udziału                        |                                                                                   |
| 1948           | II               | Klasa A (gr. Bydgoszcz)                       | 2/8              | brak udziału                        |                                                                                   |
| 1949           | III              | Klasa A (gr. Bydgoszcz)                       | 6/8              | brak udziału                        |                                                                                   |
| 1950           | III              | Klasa A (gr. Bydgoszcz)                       | 5/7              | brak udziału                        |                                                                                   |
| 1951           | III              | Klasa A (gr. I Bydgoszcz)                     | 2/5              | brak udziału                        |                                                                                   |
| 1951-1954      | bd               | bd                                            | bd/bd            | brak udziału                        |                                                                                   |
| 1955           | IV               | Klasa A (gr. Bydgoszcz)                       | 1/12             | brak udziału                        |                                                                                   |
| 1956           | III              | III Liga (grupa IV -Gdańsk-Bydgoszcz-Olsztyn) | 9/12             | brak udziału                        |                                                                                   |
| 1957           | III              | III liga (Grupa Bydgoszcz XI)                 | 5/10             | brak udziału                        |                                                                                   |
| 1958           | III              | III liga (Grupa Bydgoszcz XI)                 | 5/11             | brak udziału                        |                                                                                   |
| 1959           | III              | III liga (Grupa Bydgoszcz XI)                 | 6/12             | brak udziału                        |                                                                                   |
| 1960           | III              | III liga (Grupa Bydgoszcz XI gr. II)          | 5/6              | brak udziału                        |                                                                                   |
| 1960/1961      | III              | III liga (Grupa Bydgoszcz XI)                 | 10/12            | brak udziału                        |                                                                                   |
| 1961/1962      | III              | III liga (Grupa Bydgoszcz XI)                 | 11/12            | brak udziału                        |                                                                                   |
| 1962/1963      | IV               | Klasa A (Bydgoszcz gr. II)                    | 3/12             | brak udziału                        |                                                                                   |
| 1963/1964      | IV               | Klasa A (Bydgoszcz gr. II)                    | 2/12             | brak udziału                        |                                                                                   |
| 1964/1965      | IV               | Klasa A (Bydgoszcz gr. II)                    | 1/12             | brak udziału                        |                                                                                   |
| 1965/1966      | III              | III liga (Grupa Bydgoszcz XI)                 | 7/13             | brak udziału                        |                                                                                   |
| 1966/1967      | IV               | Klasa Okręgowa (gr. Bydgoszcz)                | 5/12             | brak udziału                        |                                                                                   |
| 1967/1968      | IV               | Klasa Okręgowa (gr. Bydgoszcz)                | 12/14            | brak udziału                        |                                                                                   |
| 1968/1969      | IV               | Klasa Okręgowa (gr. Bydgoszcz)                | 13/16            | brak udziału                        |                                                                                   |
| 1969/1970      | IV               | Klasa Okręgowa (gr. Bydgoszcz)                | 7/16             | brak udziału                        |                                                                                   |
| 1970/1971      | IV               | Klasa Okręgowa (gr. Bydgoszcz)                | 9/16             | brak udziału                        |                                                                                   |
| 1971/1972      | IV               | Klasa Okręgowa (gr. Bydgoszcz)                | 8/16             | brak udziału                        |                                                                                   |
| 1972/1973      | IV               | Klasa Okręgowa (gr. Bydgoszcz)                | 10/16            | brak udziału                        |                                                                                   |
| 1973/1974      | III              | Liga okręgowa (gr. Bydgoszcz gr. I)           | 6/12             | brak udziału                        |                                                                                   |
| Lata 1986/1987 |                  |                                               |                  |                                     |                                                                                   |
| 1986/1987      | IV               | Klasa Okręgowa                                | 13/14            |                                     |                                                                                   |
| Lata 1991–2025 |                  |                                               |                  |                                     |                                                                                   |
| 1991/1992      | IV               | Klasa okręgowa (gr. Toruń)                    | 6/13             | brak udziału                        |                                                                                   |
| 1992/1993      | IV               | Klasa okręgowa (gr. Toruń)                    | 8/14             | brak udziału                        |                                                                                   |
| 1993/1994      | IV               | Klasa okręgowa (gr. Toruń)                    | 4/14             | brak udziału                        |                                                                                   |
| 1994/1995      | IV               | Klasa okręgowa (gr. Toruń)                    | 1/16             | brak udziału                        |                                                                                   |
| 1995/1996      | III              | III liga (gr. VII)                            | 16/18            | brak udziału                        |                                                                                   |
| 1996/1997      | IV               | IV liga (gr. Toruń)                           | 1/16             | brak udziału                        |                                                                                   |
| 1997/1998      | III              | III liga (gr. V)                              | 17/18            | brak udziału                        |                                                                                   |
| 1998/1999      | IV               | IV liga (gr. Bydgoszcz, Elbląg, Toruń)        | 14/16            | brak udziału                        |                                                                                   |
| 1999/2000      | V                | Klasa okręgowa (gr. Toruń)                    | 2/12             | brak udziału                        |                                                                                   |
| 2000/2001      | V                | Klasa okręgowa (gr. kujawsko-pomorska I)      | 5/16             | brak udziału                        |                                                                                   |
| 2001/2002      | V                | Klasa okręgowa (gr. kujawsko-pomorska I)      | 4/16             | brak udziału                        |                                                                                   |
| 2002/2003      | V                | Klasa okręgowa (gr. kujawsko-pomorska I)      | 4/16             | brak udziału                        |                                                                                   |
| 2003/2004      | V                | Klasa okręgowa (gr. kujawsko-pomorska I)      | 1/15             | brak udziału                        |                                                                                   |
| 2004/2005      | IV               | IV liga (gr. kujawsko-pomorska)               | 12/16            | brak udziału                        |                                                                                   |
| 2005/2006      | IV               | IV liga (gr. kujawsko-pomorska)               | 9/16             | brak udziału                        |                                                                                   |
| 2006/2007      | IV               | IV liga (gr. kujawsko-pomorska)               | 10/16            | brak udziału                        |                                                                                   |
| 2007/2008      | IV               | IV liga (gr. kujawsko-pomorska)               | 2/16             | brak udziału                        |                                                                                   |
| 2008/2009      | IV               | III liga (gr. kujawsko-pomorsko-wielkopolska) | 1/16             | brak udziału                        | Puchar Polski Kujawsko-Pomorskiego ZPN                                            |
| 2009/2010      | III              | II liga (gr. zachodnia)                       | 6/18             | 1/16 finału                         |                                                                                   |
| 2010/2011      | III              | II liga (gr. zachodnia)                       | 1/18             | Runda wstępna                       |                                                                                   |
| 2011/2012      | II               | I liga                                        | 11/18            | Runda przedwstępna                  |                                                                                   |
| 2012/2013      | II               | I liga                                        | 9/18             | 1/4 finału                          |                                                                                   |
| 2013/2014      | II               | I liga                                        | 6/18             | 1/16 finału                         |                                                                                   |
| 2014/2015      | II               | I liga                                        | 4/18             | I runda                             |                                                                                   |
| 2015/2016      | II               | I liga                                        | 13/18            | 1/6 finału                          |                                                                                   |
| 2016/2017      | II               | I liga                                        | 6/18             | Runda wstępna                       |                                                                                   |
| 2017/2018      | II               | I liga                                        | 17/18            | 1/32 finału                         |                                                                                   |
| 2018/2019      | III              | II liga                                       | 2/18             | 1/16 finału                         |                                                                                   |
| 2019/2020      | II               | I liga                                        | 16/18            | 1/32 finału                         |                                                                                   |
| 2020/2021      | III              | II liga                                       | 17/19            | 1/16 finału                         |                                                                                   |
| 2021/2022      | IV               | III liga (gr. II)                             | 2/18             | 1/2 finału                          |                                                                                   |
| 2022/2023      | IV               | III liga (gr. II)                             | 1/18             | brak udziału                        |                                                                                   |
| 2023/2024      | III              | II liga                                       | 14/18            | brak udziału                        |                                                                                   |
| 2024/2025      | III              | II liga                                       | 14/18            | 1/8 finału                          | Wygrane baraże o utrzymanie się w II lidze z trzecioligowymi Błękitnymi Stargard. |
| 2025/2026      | III              | II liga                                       | ?/18             | TBA                                 |                                                                                   |

| Oznaczenie kolorami | Liczba sezonów |
| ------------------- | -------------- |
| I poziom ligowy     | 0              |
| II poziom ligowy    | 20             |
| III poziom ligowy   | 22             |
| IV poziom ligowy    | 25             |
| V poziom ligowy     | 5              |
| VI poziom ligowy    | 0              |
| VII poziom ligowy   | 0              |
| VIII poziom ligowy  | 0              |

## Sztab szkoleniowy
- Pierwszy trener: Artur Kosznicki
- Asystenci trenera: Marek Zieńczuk
- Trener bramkarzy: Daniel Osiecki
- Kierownik drużyny: Paweł Grzybek

## Władze klubu
- Prezes: Tomasz Asensky[21]
- Dyrektor: Grzegorz Wódkiewicz

## Kadra w sezonie 2023/24[22]
Stan na 6 sierpnia 2023
| Nr | Poz. | Piłkarz                 |
| -- | ---- | ----------------------- |
| 1  | BR   | Adrian Olszewski        |
| 4  | OB   | Damian Kostkowski       |
| 6  | OB   | Oskar Sikorski          |
| 7  | NA   | Erick Salguero          |
| 8  | PO   | Kamil Kurowski          |
| 9  | NA   | Szymon Stanisławski     |
| 10 | PO   | Patryk Winsztal         |
| 11 | PO   | Aghwan Papikian         |
| 17 | NA   | Amarildo Leirosa Júnior |
| 18 | PO   | Kacper Jarzec           |
| 19 | NA   | Dominik Fabiś           |
| 20 | NA   | Damian Vu Thanh         |

| Nr | Poz. | Piłkarz             |
| -- | ---- | ------------------- |
| 21 | PO   | Jan Bonikowski      |
| 24 | PO   | Marcin Warcholak    |
| 28 | PO   | Modou Camara        |
| 29 | NA   | Kacper Rychert      |
| 30 | BR   | Kacper Górski       |
| 64 | PO   | Jakub Nawrocki      |
| 99 | PO   | Sebastian Olszewski |
|    | NA   | José Cabrera        |
|    | NA   | Konstyantyn Cherniy |
|    | PO   | Maciej Pałaszewski  |